# Gavin DeGraw
Gavin DeGraw, właśc. Gavin Shane DeGraw (ur. 4 lutego 1977) – amerykański piosenkarz.
Urodził się w Catskill Mountains w stanie Nowy Jork w USA. Już jako dziecko rozpoczął naukę gry na fortepianie. Przez jakiś czas studiował w Berklee School of Music, jednak porzucił uczelnię aby rozpocząć karierę muzyczną. Jego pierwszą solową płyta jest album Chariot na którym znajduje się jedenaście utworów.
Gavin jest wokalistą, autorem tekstów, pianistą oraz gitarzystą. 
Utwór "I Don't Want to Be" w 2005 roku był nominowany do 2 prestiżowych nagród: Billboard Music Award oraz Radio Music Award. Piosenka jest także głównym motywem serialu Pogoda na miłość (One Tree Hill). Jego piosenka "Follow Through" została wykorzystana w filmie Pozew o miłość
Na wiosnę 2008 roku Gavin wydał nowy album, zatytułowany po prostu Gavin DeGraw, na którym znalazł się singiel "In Love With A Girl".
We wrześniu 2011 ukazał się album Sweeter. Kolejnym autorskim projektem był album "Make a Move", który promował singiel "Best I Ever Had". Rok 2014 przyniósł kolejny singiel "Fire" oraz kompozycję do filmu Dolphin Tale 2 pod tytułem "You Got Me".
W roku 2015 wystąpił gościnnie w utworze Armina van Buurena "Looking For Your Name" z płyty Embrace.

## Dyskografia
Albumy
- 2003 Chariot
- 2004 Chariot Stripped

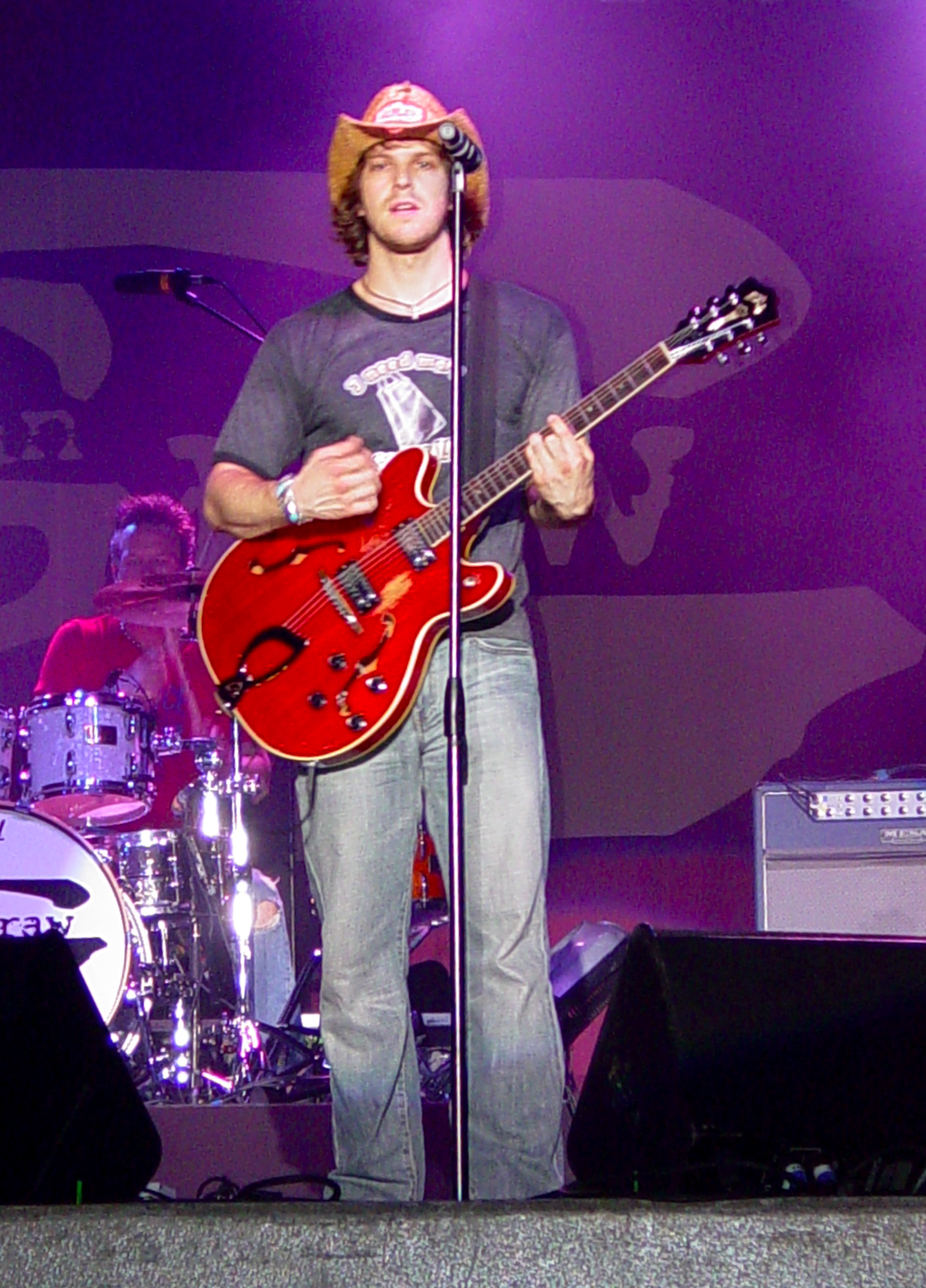
Gavin DeGraw na koncercie w 2005, w Georgii

- 2007 Rush of Life: Pickin’ on Gavin DeGraw
- 2008 Gavin DeGraw
- 2009 Free
- 2011 Sweeter
- 2013 Make a Move

Single
- 2004 "I Don't Want to Be"
- 2005 "Chariot"
- 2005 "Follow Through"
- 2006 "We Belong Together"
- 2006 "Chariot" (angielska edycja)
- 2006 "Just Friends"
- 2008 "In Love With A Girl"
- 2011 "Not Over You"
- 2013 "Best I Ever Had"
- 2014 "Fire"
- 2014 "You Got Me"[a]